# 布恩頓鎮區 (新澤西州)
布恩頓鎮區（英語：Boonton Township）是位於美國新澤西州摩里斯縣的一個鎮區。

## 地方資料
布恩頓鎮區的面積為22.01平方千米，當中陸地面積為21.04平方千米，而水域面積為0.97平方千米。根據2020年美國人口普查的數據，當地共有人口4380人，而人口密度為每平方千米199人。